# Carroll (Nuevo Hampshire)
Carroll es un pueblo ubicado en el condado de Coös en el estado estadounidense de Nuevo Hampshire. En el Censo de 2010 tenía una población de 763 habitantes y una densidad poblacional de 5,87 personas por km².

## Geografía
Carroll se encuentra ubicado en las coordenadas 44°18′19″N 71°29′50″O / 44.30528, -71.49722. Según la Oficina del Censo de los Estados Unidos, Carroll tiene una superficie total de 130.01 km², de la cual 129.95 km² corresponden a tierra firme y (0.05%) 0.06 km² es agua.

## Demografía
Según el censo de 2010, había 763 personas residiendo en Carroll. La densidad de población era de 5,87 hab./km². De los 763 habitantes, Carroll estaba compuesto por el 92.66% blancos, el 1.83% eran afroamericanos, el 0.26% eran amerindios, el 2.36% eran asiáticos, el 0% eran isleños del Pacífico, el 0.79% eran de otras razas y el 2.1% pertenecían a dos o más razas. Del total de la población el 1.44% eran hispanos o latinos de cualquier raza.